# Gonaphodiellus opisthius
Gonaphodiellus opisthius är en skalbaggsart som beskrevs av Bates 1887. Gonaphodiellus opisthius ingår i släktet Gonaphodiellus och familjen Aphodiidae. Inga underarter finns listade i Catalogue of Life.